# Eskil Lundahl
Eskil Lundahl (Malmö, 7 settembre 1905 – Bromma, 10 novembre 1992) è stato un nuotatore svedese.

## Carriera
Fortemente specializzato nel dorso, vinse la medaglia d'oro ai campionati europei di Bologna 1927.
Ha altresì partecipato a tre edizioni delle Olimpiadi (1928, 1932 e 1948)

## Palmarès
- Europei

Budapest 1926: bronzo nei 100 m dorso e nella 4 × 200 m stile libero.
Bologna 1927: oro nei 100 m dorso e argento nella 4 × 200 m stile libero.